# 류리차오역
류리차오역(중국어: 六里桥站)은 중국 베이징시 펑타이구 류리차오 가도 광안로와 시쥐 서로 교차로 남측에 위치한 베이징 지하철 9호선과 10호선의 환승역이다. 역명은 현지 지명인 "류리차오(六里桥)"에서 유래된 것이다.
9호선 류리차오역과 10호선이 동시에 건설되었으며, 9호선은 2011년 12월 31일 9호선 남부 구간과 개통과 함께 개장하였고, 10호선은 2012년 12월 30일 2단계 노선이 개통함에 따라 개장하였다.

## 위치
류리차오역은 서3환로와 징강아오 고속공로의 교차점인 류리차오 고가 도로 남서쪽, 징강아오 고속공로 및 광안로의 남쪽에 위치한다. 9호선 / 팡산선의 역은 기본적으로 징강아오 고속공로 및 광안로와 평행한 형태로 서남동북 방향으로 운행되며, 10호선 역은 남북 방향으로 운행된다. 두 역은 중간에서 교차한다.

## 역 구조
두 노선 모두 지하에 위치한다.

### 층별 구조
| 지면층                       | 가도                                | A—F출입구                                                             |
| 지하 1층 9, 10호선 대합실 층 | 대합실                              | 고객센터, 자동발권기, 출입 게이트                                     |
| 지하 2층 9호선 승강장        | 상대식 승강장, 오른쪽 출입문이 열림 | 상대식 승강장, 오른쪽 출입문이 열림                                   |
| 지하 2층 9호선 승강장        | ←                                   | ■ 9호선 일반열차 / ■ 팡산선 직통열차 국가도서관 방면(류리차오둥)      |
| 지하 2층 9호선 승강장        | →                                   | ■ 9호선 일반열차 궈궁좡 방면 / ■ 팡산선 직통열차 옌춘둥 방면 (치리좡) |
| 지하 2층 9호선 승강장        | 상대식 승강장, 오른쪽 출입문이 열림 |                                                                       |
| 지하 3층 10호선 승강장       | ←                                   | ■ 10호선 내선 순환 (롄화차오)                                         |
| 지하 3층 10호선 승강장       | 섬식 승강장, 왼쪽 출입문이 열림     |                                                                       |
| 지하 3층 10호선 승강장       | →                                   | ■ 10호선 외선 순환(시쥐)                                              |

### 대합실 및 환승
류리차오역은 교차 노드의 아트리움 환승 방식을 채택하고 있으며, 지하 2층의 9호선 / 팡산선 상대식 승강장 양쪽에 2개의 반원형 환승 통로가 배치되어 있고, 지하 3층은 10호선 섬식 승강장으로 설계되어 있다. 에스컬레이터로 연결되어 수직 환승을 이루고 있는 지하 1층은 9호선과 10호선이 공유하는 대합실로 지하 2층의 대합실 외부와 동일한 규모이다. 대합실 가장자리의 직경은 80m이다. 대구경 원형 대합실을 사용하면 승객 흐름이 더욱 편리하고 빨라지는 장점이 있다. 2018년에는 이 역사를 청정 문화 테마의 역사로 꾸미고, 대합실에 360도 회전하는 LED 스크린을 추가했다.

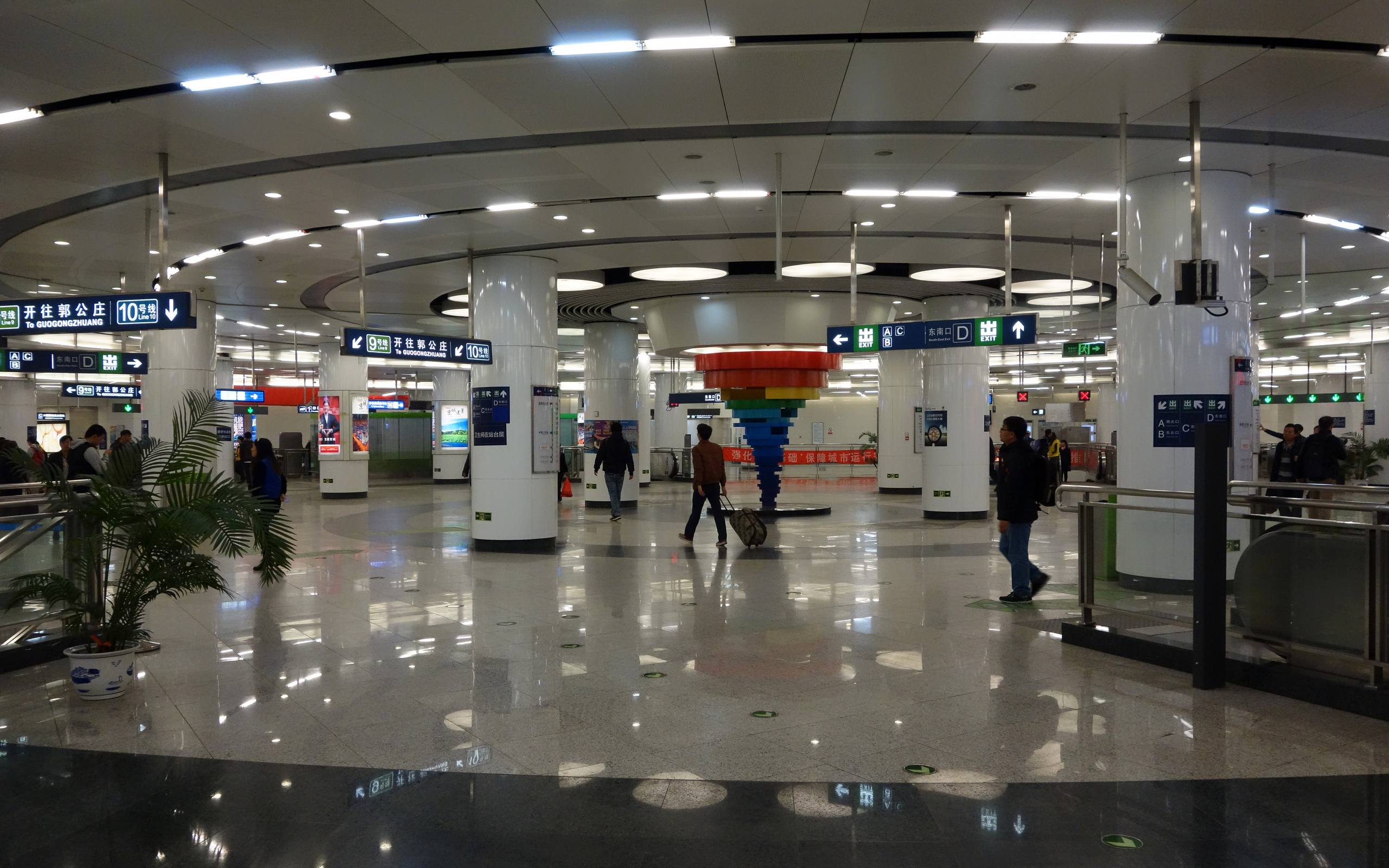
대합실 (2013년 11월 촬영)
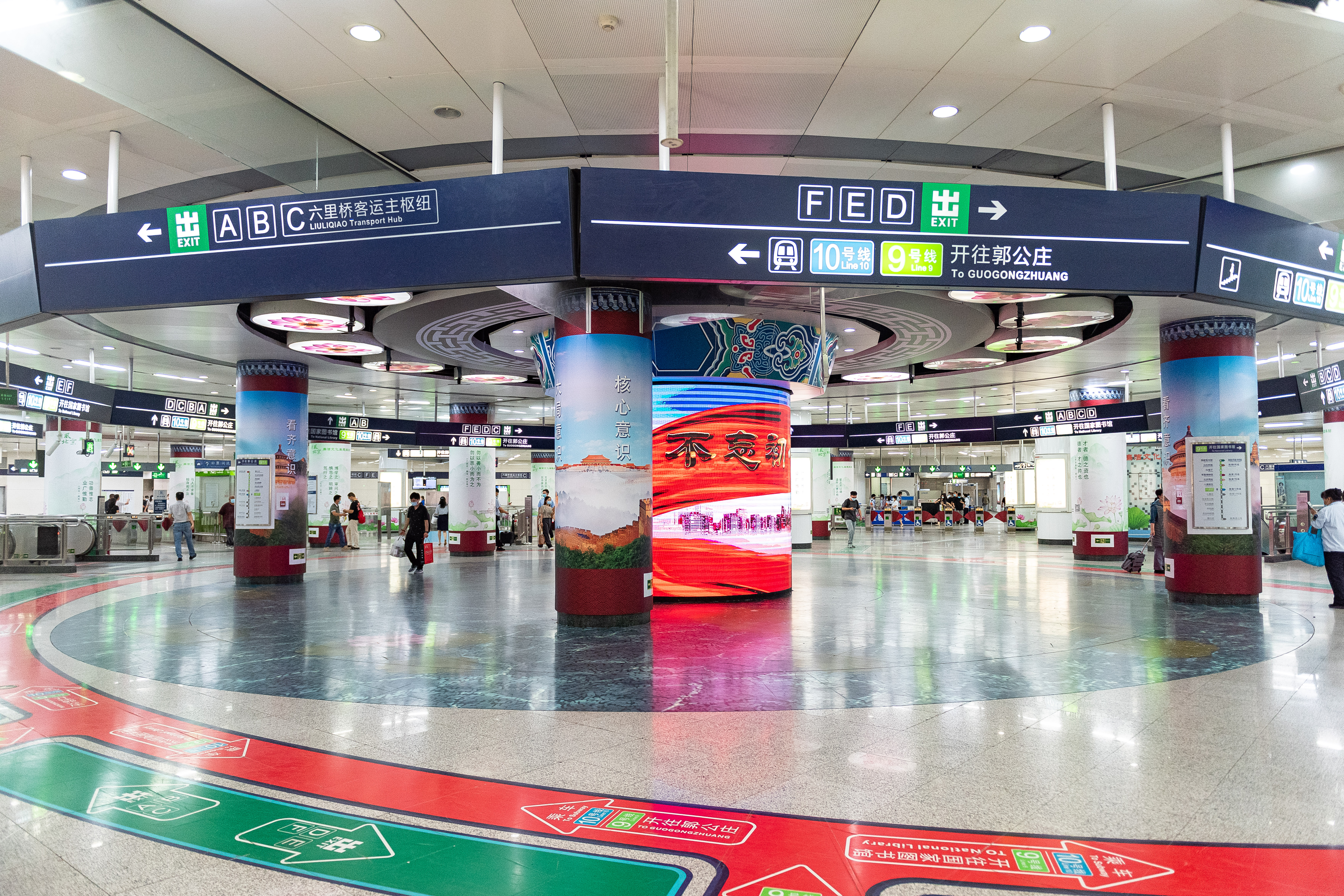
청정 문화를 테마로 장식한 역 뒤편의 대합실 (2021년 6월 촬영 사진)
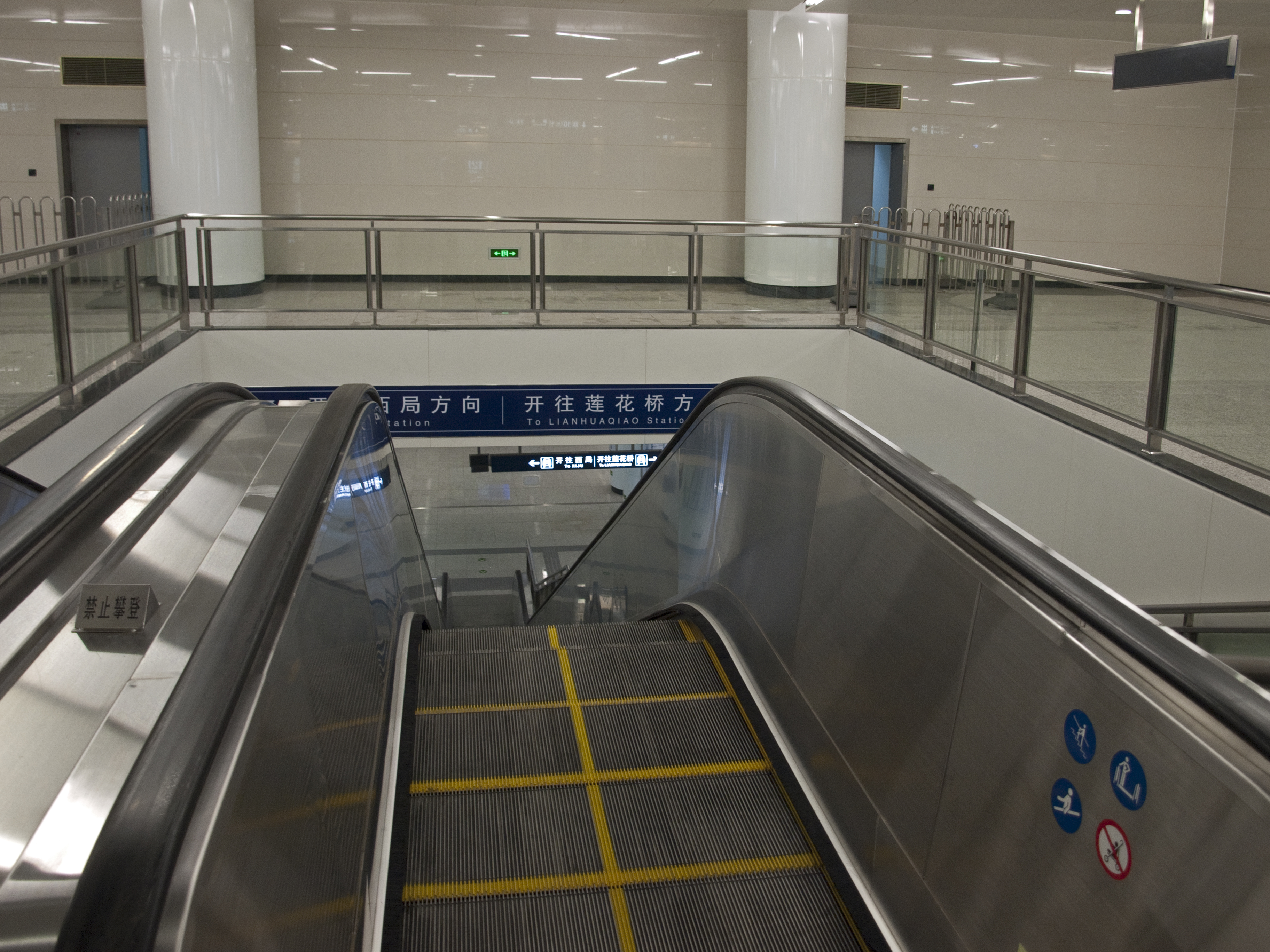
류리차오역 9호선 / 팡산선 - 10호선 간 수직 환승 에스컬레이터 (2012년 12월 촬영)
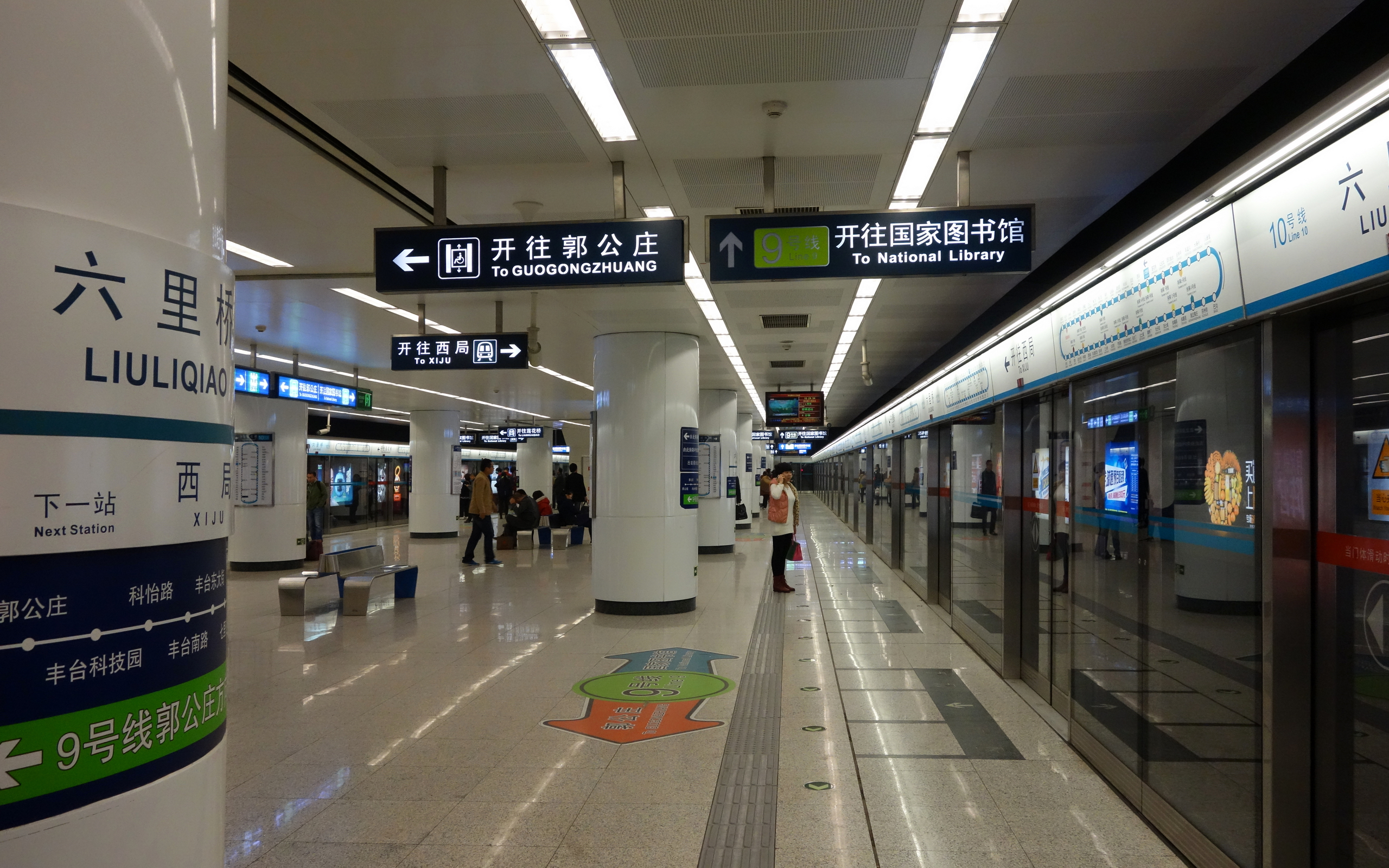
10호선 섬식 승강장 (2013년 11월 촬영)

### 대합실
9호선 / 팡산선 승강장은 지하 2층에 있으며 상대식 승강장 설계를 채택하였으며, 10호선 승강장은 지하 3층에 위치하며 섬식 승강장 설계를 채택하였다. 9호선 승강장 동쪽 끝에는 건넘선이 있고, 남동쪽에는 9호선과 10호선을 연결하는 노선이 있다.

## 출구
류리차오역에는 총 7개의 출입구가 존재한다. 이전에 건설된 입구와 출구 중 6개는 징강아오 고속공로 남쪽에 위치하고, 징강아오 고속공로 북쪽에 있는 유일한 입구인 B2아다.
|                                       |                                           | |      |             |
|                                       |                                           | |      |             |
|                                       |                                           | |      |             |
| 출구                                  | 지시                                      | 출구 인근 | 사진 | 무장애 시설 |
| ■ 9호선 ■ 10호선 ■ 팡산선 역사와 연결 |                                           | |      |             |
| 出口 · A                              | 광안로(广安路) 남측                       | 샤오징교(小井桥), 완펑로(万丰路), 긴자 하모니 광장(银座和谐广场), 샤오징 마을(小井村), 샤오징 초등학교(小井小学)                                                         |      | 빈칸        |
| 出口 · B · 1                          | 광안로(广安路) 남측                       | 징강아오 고속공로(京港澳高速) 남측 |      | 빈칸        |
| 出口 · B · 2                          | 롄이위안 동로(莲怡园东路) 서측            | 징강아오 고속공로(京港澳高速) 북측, 펑허취위안(风荷曲苑) |      |             |
| 出口 · C                              | 류리차오 여객 운송 허브(六里桥客运主枢纽) | 류리차오 여객 운송 주요 허브(기차를 통한 지방 간 여객 운송 및 관광), 류리차오 남리(六里桥南里), 베이징시 업무 서비스 센터(北京市政务服务中心), 류리차오 남로(六里桥南路) |      |             |
| 出口 · D                              | 류리차오 여객 운송 허브(六里桥客运主枢纽) | 류리차오 여객 운송 주요 허브(기차를 통한 지방 간 여객 운송 및 관광), 시쥐 서로(西局西路), 류리차오 남로(六里桥南路), 류리차오 남리(六里桥南里)                           |      | 빈칸        |
| 出口 · E                              | 시쥐 서로(西局西路) 동측                  | 시쥐 북가(西局北街), 보리·백합 화원(保利·百合花园), 838번 버스 출발 지점(줘저우 방향)(838路汽车起点站(涿州 方向))                                                        |      | 빈칸        |
| 出口 · F                              | 시쥐 서로(西局西路) 서측                  | 시쥐 북가(西局北街) |      | 빈칸        |
| 아이콘 설명: 엘리베이터               |                                           | |      |             |